# Avulsio
Der lat. Begriff Avulsio bezeichnet in der Medizin das gewaltsame Ausreißen respektive Abreißen eines Körperteils als Unfallgeschehen.
Avulsio bulbi
- traumatische Luxation des Bulbus oculi (Augapfel) vor die Orbita (Augenhöhle)
- ICD 10: S05.7:  Abriss des Augapfels, Traumatische Enukleation

Avulsio nervi optici
- Ausriss der Sehnerven

Avulsio fasciculi optici
- Abriss des Sehnervs

Avulsio dentis
- Ausschlagen eines Zahnes (Synonyme: Totalluxation, vollständige Luxation, Exartikulation) – siehe: Frontzahntrauma

Tuberositas-tibiae-Avulsion
- Knöcherner Ausriss von Teilen der Tuberositas tibiae bei Kindern und Jugendlichen
- Apophysennekrose der Tuberositas tibae beim Hund.